# Dave Evans

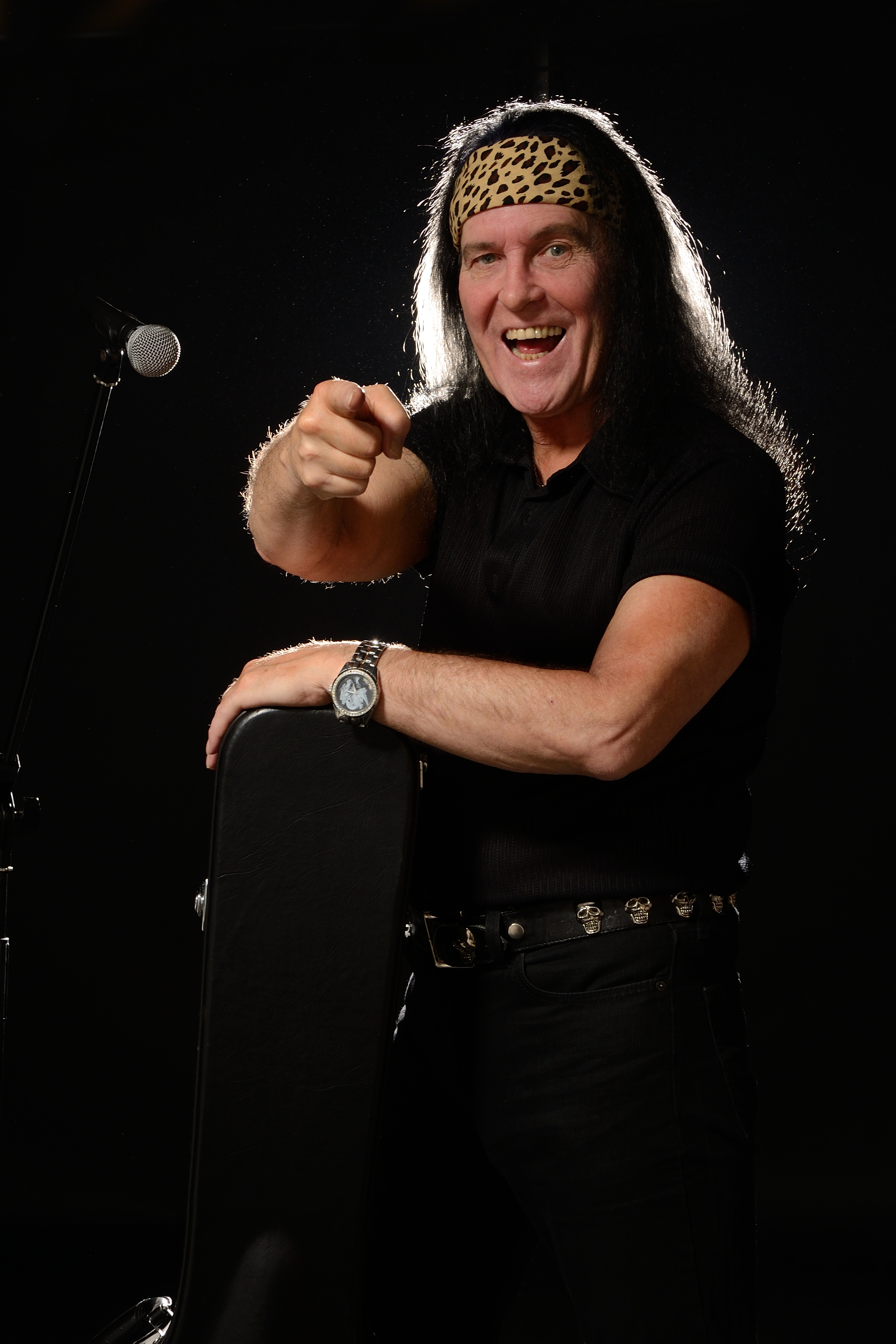
Dave Evans (2015)

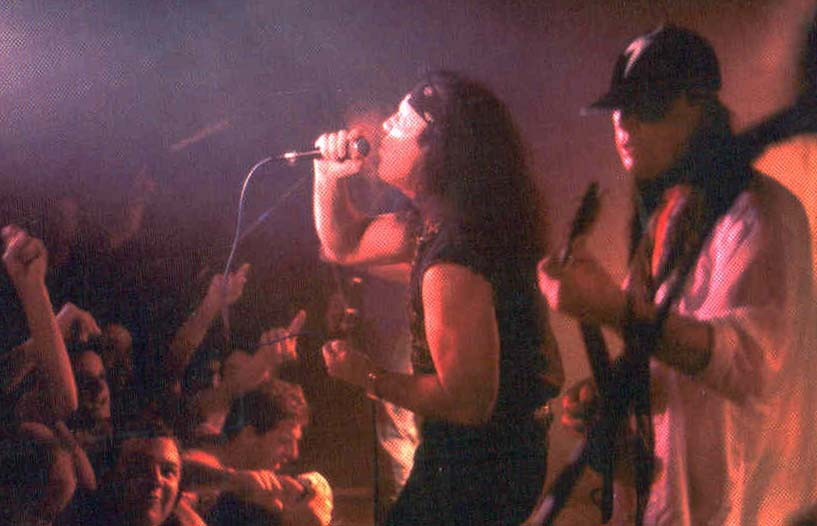
Dave Evans (Mitte) am Mikrofon

Dave Evans (* 20. Juli 1953 in London) ist ein australischer Sänger und gehörte in dieser Funktion kurze Zeit der Rockband AC/DC an.

## Karriere
Nachdem er sich – durch eine Zeitungsanzeige im Sydney Herald auf die Band aufmerksam geworden – bei den Bandmitgliedern, bestehend aus Malcolm und Angus Young, dem Bassisten Larry Van Kriedt und dem Drummer Colin Burgess vorgestellt hatte, wurde er bald als Leadsänger der Gruppe ausgewählt. Er blieb allerdings nur neun Monate Mitglied. Er wurde von Malcolm Young im September 1974 entlassen und durch Bon Scott ersetzt, weil er manchmal ohne Angabe von Gründen nicht auftreten wollte. 
Evans hat in der Folgezeit verschiedene Soloalben veröffentlicht, von denen allerdings keines besonders erfolgreich war. 2006 erschien sein Soloalbum Sinner, auf dem er und seine Band klanglich an AC/DC erinnern. Das Cover wurde mit dem Hinweis „Founding Member of AC/DC and original Lead Singer“ („Mitbegründer und erster Sänger von AC/DC“) versehen.
2013 arbeitet er mit Chris Appleton (Absolva, The Fury UK, Bruder des Iced-Earth-Bassisten Luke Appleton) erneut an einem Soloalbum.

## Diskographie

### Mit AC/DC
- 1974: Can I Sit Next to You Girl?/Rockin’ in the Parlour (Single)

### Mit Rabbit
- 1976: Rabbit
- 1976: Too Much Rock ’n’ Roll

### Thunder Down Under
- 1986: Thunder Down Under

### Soloalben
- 2001: A Hell of A Night
- 2006: Sinner
- 2008: Judgement Day

### Mit Nitzinger
- 2013: Revenge